# Mesnilana bevisi
Mesnilana bevisi är en tvåvingeart som beskrevs av Fritz Isidore van Emden 1945. Mesnilana bevisi ingår i släktet Mesnilana och familjen parasitflugor. Inga underarter finns listade i Catalogue of Life.